# Higuerote (Venezuela)
Pour les articles homonymes, voir Higuerote.
Higuerote est le chef-lieu de la municipalité de Brión dans l'État de Miranda au Venezuela. En 2007, la population est estimée à 25 000 habitants.

## Sources
- (es) Cet article est partiellement ou en totalité issu de l’article de Wikipédia en espagnol intitulé « Higuerote » (voir la liste des auteurs).